# Husbach
Der Husbach (Housbach) ist ein etwa 1,5 km langer linker und östlicher Zufluss der Our.

## Verlauf
Der Husbach entspringt westlich vom Auw bei Prüm-Laudesfeld. Er fließt zunächst in nordnordwestlicher Richtung. Nach etwa 500 m wechselt er die Grenze von Deutschland nach Belgien. Hier wechselt er die Richtung leicht nach Nordwesten. Kurz vor seiner Mündung macht er einen scharfen Knick nach Südwesten und fließt schließlich südlich von Sankt Vith-Andler in die Our.